# Silvia Legrand
María Aurelia Paula Martínez Suárez (Villa Cañás, 23 de febrero de 1927-Martínez, 1 de mayo de 2020) conocida por el nombre artístico de Silvia Legrand o por su apodo de «Goldi», fue una actriz argentina. Era la hermana menor del director de cine José Martínez Suárez y hermana gemela de la actriz y presentadora Mirtha Legrand.

## Trayectoria
En Rosario, Goldi y su hermana gemela Rosa María Juana —Mirtha Legrand— tomaron cursos infantiles en el Teatro Municipal. En 1936, al morir su padre a los 37 años de edad, la madre se traslada con sus tres hijos definitivamente a la ciudad de Buenos Aires, instalándose en el barrio de La Paternal.
En Buenos Aires, Rosa María y María Aurelia continuaron su formación artística, asistiendo a la academia PAADI y al Conservatorio Nacional de Arte Escénico. Poco tiempo después, en 1940, tuvo lugar su primera aparición cinematográfica, en Hay que educar a Niní, donde solo aparecía en unas pocas escenas junto a su hermana con la célebre cómica Niní Marshall. Las Martínez volvieron a actuar juntas en Novios para las muchachas.

### Consagración cinematográfica

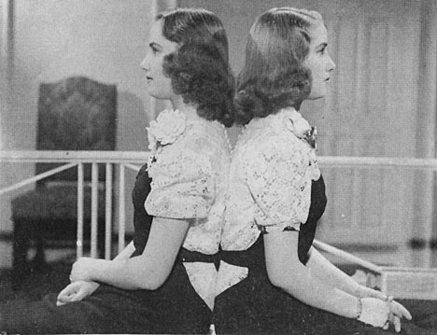
Las hermanas Silvia y Mirtha Legrand, foto de comienzos de la década de 1940.

En 1941 ambas hermanas se consagraron con Soñar no cuesta nada, luego Rosa —Mirtha Legrand— filma Adolescencia junto a Ángel Magaña. Paralelamente condujeron El club de la amistad por Radio Splendid.
La película Los martes, orquídeas, de 1941, sería el primer rol protagónico para Rosa. Ese mismo año su madre había contactado a un conocido hombre de la industria del cine, Ricardo Cerebello, para que oficiara como representante de las hermanas; siendo él quien ideó los nombres artísticos de Mirtha Legrand —para Rosa— y Silvia Legrand —para María Aurelia—.
Se suceden las películas en las que Mirtha y Silvia hacen papeles contrapuestos. Claro de luna fue la última película que harían juntas en mucho tiempo y siendo solteras. Lumiton pide a Mirtha que se atreva a participar en la primera película prohibida para menores de 16 años del cine argentino, Safo, historia de una pasión protagonizada por Mecha Ortiz y basada en Safo de Alphonse Daudet. Fue un éxito de taquilla, estrenándose también en otros países.
En 1959 protagonizó Campo arado, de Leo Fleider, junto a Luis Dávila, Santiago Gómez Cou y Fernanda Mistral.

### Retiro
Silvia hizo un paréntesis en su carrera, desde 1944 hasta 1959, en 1972 reapareció en escena con la película biográfica Juan Manuel de Rosas, en la que interpretó a Mariquita Sánchez de Thompson. Más tarde se retiró definitivamente para dedicarse a sus hijas.

## Vida personal

### Primeros años
Hija del matrimonio español integrado por José Martínez y Rosa Suárez. Su hermano mayor fue el director cinematográfico José Antonio Martínez Suárez (1925-2019) y su hermana gemela, la actriz y presentadora Mirtha Legrand. Su padre andaluz era dueño de una librería en Villa Cañás y su madre trabajó como maestra de la escuela de la localidad. En 1934, la madre se trasladó con sus tres hijos a la ciudad de Rosario —200 km al noreste— para acceder a una mejor educación para ellos. El padre permaneció en Villa Cañás atendiendo la librería. Su apodo familiar era «Goldy» [sic], que para muchos provenía del inglés «Goldie» —con el significado de ‘doradita’ o ‘rubita’— pero según revelaciones de su hermana Mirtha Legrand, era solo una deformación de «Gordi» —de ‘gordita’.

### Matrimonio e hijas
En 1944 Legrand contrajo matrimonio con el Coronel del Ejército Eduardo Lópina, con quien estuvo casada hasta el fallecimiento de este ocurrido el 5 de agosto de 2005 en la ciudad de San Isidro. Tuvieron dos hijas, Gloria y Mónica. Mantuvo privacidad de su vida familiar.
Después de casarse Legrand decidió abandonar su carrera para dedicarse a su familia; filmó solo cinco películas más y participó en algunas series de televisión, tales como Robot, Carola y Carolina, Caer en la tentación y Sol, mar y Silvia, además de obras teatrales.

### Fallecimiento
Silvia Legrand falleció a los 93 años a causa de un infarto mientras dormía en su casa en la ciudad de Martínez —22 km al noroeste del centro de la ciudad de Buenos Aires— el 1 de mayo de 2020.

## Carrera

### Filmografía
- 1940: Hay que educar a Niní
- 1941: Novios para las muchachas
- 1941: El más infeliz del pueblo
- 1941: La casa de los cuervos
- 1941: Soñar no cuesta nada
- 1942: El tercer beso
- 1942: Claro de luna
- 1942: Un nuevo amanecer
- 1943: Su hermana menor
- 1944: Siete mujeres, en el rol de Carmen
- 1944: El juego del amor y del azar, en el rol de Silvia, la señorita'
- 1959: Campo arado
- 1960: Los acusados, en el rol de Beatriz de Marcone
- 1960: El bote, el río y la gente
- 1962: Bajo un mismo rostro, en el rol de sor Elizabeth
- 1972: Juan Manuel de Rosas, en el rol de Mariquita Sánchez de Thompson

### Televisión
- 1961: Sol, mar y Silvia
- 1963: Teleteatro Colgate, Ep. "Caer en la tentación" con José María Langlais.
- 1965: Silvia muere mañana
- 1965: Viendo a Biondi
- 1966: Carola y Carolina
- 1968: Su comedia Favorita
- 1970: ¡Robot! (miniserie), en el rol de Laura Strassberg
- 1971:  La mujer y el héroe (serie con episodios unitarios)
- 1973-1974: JC.